# Truljalia parvispinosa
Truljalia parvispinosa är en insektsart som först beskrevs av Lucien Chopard 1930.  Truljalia parvispinosa ingår i släktet Truljalia och familjen syrsor. Inga underarter finns listade i Catalogue of Life.